# Tolleshunt D'Arcy
Tolleshunt D'Arcy är en by och en civil parish i Maldon i Storbritannien. Den ligger i grevskapet Essex och riksdelen England, i den sydöstra delen av landet, 70 km öster om huvudstaden London. Orten har 973 invånare (2001).
Byn blev uppmärksammad 1985, då morden vid White House Farm utfördes av Jeremy Bamber.